# Jakub Ostrowski (zm. 1530)
Jakub Ostrowski (zm. w 1530 roku) – opat czerwiński w latach 1518–1524, członek kapituły katedralnej płockiej, prepozyt błoński.